# Dariusz Śliwiński
Dariusz Śliwiński (ur. 25 października 1976 w Gdyni) – polski artysta fotograf, performer, aktor i podróżnik.

## Życiorys
Absolwent Akademii Sztuk Pięknych w Gdańsku oraz Państwowej Wyższej Szkoły Filmowej, Telewizyjnej i Teatralnej im. Leona Schillera w Łodzi. Stypendysta Center for Creative Youth (CCY) Uniwersytetu Wesleyan w USA, autor oraz uczestnik wielu wystaw fotograficznych i projektów artystycznych w Polsce i za granicą (Francja, Niemcy, Czechy, USA). Współautor muzyki do spektaklu Spotkanie z Małym Księciem (Teatr Muzyczny Junior przy Teatrze Muzycznym w Gdyni), założyciel absurdalnej grupy artystycznej Przygody Młodych Twórców, wykładowca fotografii. 
Jako fotograf współpracował z czołowymi polskimi muzykami jazzowymi (m.in.: Olo Walicki, Krystyna Stańko, Maciek Grzywacz, Dominik Bukowski), teatrami, kabaretami, a także politykami z Sejmu i Senatu RP oraz Parlamentu Europejskiego.
Jako aktor występował w spektaklach teatralnych Krzesło (1991), Spotkanie z Małym Księciem (reż. Nick Stimson, 1993), Sytuacje (reż. Krzysztof Baliński, 1994), Cztery pory w roku (reż. Krzysztof Baliński, 1995) oraz filmach (epizody) Gdynia (reż. Andrzej Mańkowski, 2006) i Rubinowe gody (reż. Andrzej Mańkowski, 2008). 

## Ważniejsze wystawy indywidualne i zbiorowe
- Wprawki (Zilkha Gallery, Middletown, USA 1993)
- Bez tytułu (Muzeum Architektury, Wrocław 1997)
- Bez tytułu (DK Agora, Wrocław 1998)
- Norweskie pejzaże (Cyganeria, Gdynia 2000)
- Urodziny – Café Szpilka (Café Szpilka, Warszawa 2000)
- Rasa Niebieska (Labirynt Sztuki, Kłodzko 2000)
- Norweskie pejzaże (Galeria Schron, Poznań 2000)
- Galeria Brzydkich Kwiatów (Labirynt Sztuki, Kłodzko 2001)
- Medium jako medium (Centrum Sztuki Współczesnej, Sopot 2001)
- Communication Unlimited (Akademia Sztuk Pięknych, Gdańsk 2001)
- Galeria Brzydkich Kwiatów (Café Szpilka, Warszawa 2001)
- Komplex sympleksu Jerzego Olka (Galerie Vrais Reves, Lyon, Francja 2002)
- O kochankach, o przestrzeni (jednak intymnej) i o tym czego nie ma (Akademia Sztuk Pięknych, Gdańsk 2002)
- GBK & BLUE (Dworek Sierakowskich, Sopot 2003)
- GBK & BLUE (Teatr Nowy, Wrocław 2004)
- Camera Love (Klubokawiarnia Mleczarnia, Wrocław 2006)
- Camera Love (PWSFTviT, Łódź 2006)
- Ekologia w obiektywie (Warszawa, Gdynia 2008)
- Komplex sympleksu Jerzego Olka (Berlin, Niemcy 2008)
- Camera Love (Galeria Akcent, Grudziądz 2008)